# Суперечка
Супере́чка — словесне змагання; обговорення чого-небудь двома або кількома особами, в якому кожна зі сторін обстоює свою думку, свою правоту
Група процесів, за допомогою яких вирішуються спори і конфлікти без звернення до формальної системи судочинства — альтернативне врегулювання спорів (АВС). Зокрема, медіація, яка є видом АВС залучає посередника (медіатора).
Загальна згода у суперечливих питаннях називається консенсусом.